# Gare de Saint-Quentin-Fallavier
Ne doit pas être confondu avec Gare de Saint-Quentin ou Gare de Saint-Quentin-en-Yvelines - Montigny-le-Bretonneux.
La gare de Saint-Quentin-Fallavier est une gare ferroviaire française de la ligne de Lyon-Perrache à Marseille-Saint-Charles (via Grenoble), située sur le territoire de la commune de Saint-Quentin-Fallavier, dans le département de l'Isère en région Auvergne-Rhône-Alpes.
Elle est mise en service en 1858 par la Compagnie des chemins de fer du Dauphiné, avant de devenir une gare de la Compagnie des chemins de fer de Paris à Lyon et à la Méditerranée (PLM).
C'est une gare de la Société nationale des chemins de fer français (SNCF), desservie par des trains TER Auvergne-Rhône-Alpes.

## Situation ferroviaire
Établie à 251 mètres d'altitude, la gare de Saint-Quentin-Fallavier est située au point kilométrique (PK) 26,185 de la ligne de Lyon-Perrache à Marseille-Saint-Charles (via Grenoble), entre les gares ouvertes de Saint-Priest et de La Verpillière. En direction de Saint-Priest, s'intercalent les gares fermées d'Heyrieux et de Chandieu - Toussieu.
C'est à Saint-Quentin-Fallavier que les TGV en provenance de Paris et du nord ou de l'ouest de la France et à destination de la Savoie ou de Grenoble quittent la LGV Rhône-Alpes pour passer sur le réseau classique.
Le raccordement ferroviaire du parc d'activités de Chesnes à la ligne Lyon - Grenoble se situe au niveau de la gare de Saint-Quentin-Fallavier.

## Histoire
La station de Saint-Quentin est mise en service le 1er juillet 1858 par la Compagnie des chemins de fer du Dauphiné, lorsqu'elle ouvre à l'exploitation la première section de Lyon à Bourgoin de sa concession de Lyon à Grenoble. Le 22 juillet 1858, la Compagnie du Dauphiné fusionne avec la Compagnie des chemins de fer de Paris à Lyon et à la Méditerranée (PLM). Néanmoins elle ne devient véritablement une gare du réseau PLM que deux ans plus tard car la convention de fusion prévoit que la fusion sera effective qu'après deux années d'exploitation de la ligne.
En 1911, c'est une gare de la Compagnie du PLM, qui peut recevoir et expédier des dépêches privées et qui est ouverte aux services complets de la grande et de la petite vitesse. Elle est située sur la ligne de Lyon à Grenoble et à Marseille, entre les gares d'Heyrieux et de La Verpillière.

## Service des voyageurs

### Accueil
Gare SNCF, elle dispose d'un bâtiment voyageurs, avec guichet salle d'attente et relais toilettes, ouvert du lundi au vendredi et fermé les samedis, dimanches et jours fériés. Elle est équipée d'automates pour l'achat de titres de transport TER.
Une passerelle permet la traversée des voies et l'accès aux quais, ne laissant que le quai en direction de Lyon accessible PMR.
Il est prévu une fermeture totale du bâtiment voyageur, au plus tard à la mi-juillet 2017, avec maintien de l'arrêt.

### Desserte
Saint-Quentin-Fallavier est desservie par des trains TER Auvergne-Rhône-Alpes, de la relation de Lyon-Perrache à Saint-André-Le-Gaz.

### Intermodalité
Un parc pour les vélos et un parking pour les véhicules y sont aménagés.
La gare est desservie par les lignes 5 et 7 du réseau urbain Bourgoin-Jallieu - Agglomération nouvelle (Ruban).